# Monocarpia
Monocarpia is een geslacht uit de familie Annonaceae. De soorten uit het geslacht komen voor in West-Maleisië.

## Soorten
- Monocarpia borneensis Mols & Kessler
- Monocarpia euneura Miq.
- Monocarpia kalimantanensis P.J.A.Kessler
- Monocarpia maingayi (Hook.f. & Thomson) I.M.Turner